# Textos de Mawangdui

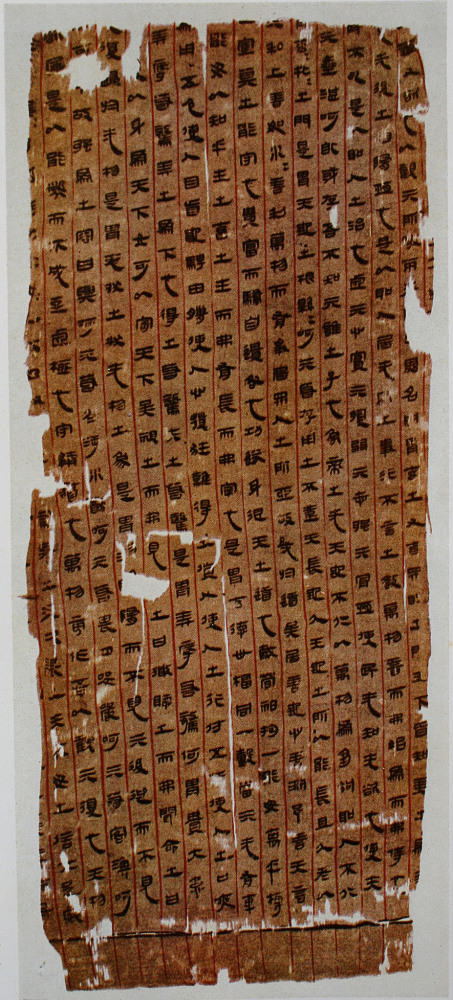
Parte de un manuscrito taoísta, tinta sobre seda,, dinastía Han, desenterrado de la tercera tumba de Mawangdui, Chansha, provincia de Hunan, China. Museo de la provincia de Hunan.

Los Textos de seda de Mawangdui (en chino, 馬王堆帛書; pinyin, 'Mǎwángduī Bóshū') son textos, escritos en seda, sobre literatura, filosofía, trabajos médicos y astronómicos desenterrados  en  Mawangdui (China) en 1973. Entre ellos están los primeros manuscritos de cuya existencia hay noticia de textos tales como el I Ching, dos copias del  Tao Te Ching, una similar de las Estrategias de los Reinos Combatientes y un trabajo similar al de los textos en Gan De y Shi Shen. Los estudiosos los han dividido en 28 piezas de seda cuyo contenido total asciende aproximadamente a 120 000 palabras que cubren la estrategia militar, matemáticas, cartografía y las seis artes clásicas de ritual, música, tiro al arco, equitación, literatura y la aritmética. 

## Visión de conjunto
Los textos, que fueron enterrados en la tumba N.º 3 de Mawangdui, datada en el 168 a. C., han permanecido ocultos durante unos 2000 años.
De algunos de estos textos tan sólo se conocía el título, otros son comentarios, antes desconocidos y atribuidos a Confucio, sobre el I Ching. En general, siguen la misma secuencia que varias versiones conocidas. Sin embargo, en algunos casos difieren notablemente, en aspectos importantes, de los textos conocidos previamente.
Los caracteres chinos encontrados en los textos de seda son, a menudo, sólo los fragmentos de los caracteres usados en las versiones que la tradición ha transmitido. Muchos caracteres chinos están formados por una combinación de dos caracteres más simples, uno para indicar una categoría general de significado, y otro para dar una indicación de pronunciación. Donde los textos tradicionales tienen ambos componentes, los textos de seda con frecuencia dan sólo la mitad fonética del carácter intencionado. Hay varias hipótesis que podrían explicar este hecho:
- El copista puede, simplemente, haber sido demasiado perezoso para escribir la forma completa de muchos de los caracteres.
- Tal vez el primero de los dos textos de seda (o quizás el texto del cual se copió) era simplemente el resultado de alguien tomando dictado en la forma más rápida que se podía escribir. El copista escribió la parte de cada carácter que indica su pronunciación con la idea de volver a copiar más tarde el texto con los restantes componentes de significado.
- En castellano también existen palabras con múltiples significados, sin relación aparente entre ellos, que no necesitan ser especificados en un texto. "Victoria", por ejemplo, puede ser una ventaja conseguida en una disputa o un nombre de persona o ciudad. Así, casi nunca es necesario escribir "Victoria (la niña) caminó conmigo a la escuela" sino simplemente "Victoria caminó conmigo a la escuela". Puede que este mismo tipo de omisiones ocurran en los textos de seda, simplemente se consideraba innecesaria la adición de componentes de significado a los caracteres.

- O bien, podría ser un sistema de jerga.

Además de los caracteres parciales mencionados anteriormente, en dos textos de seda a veces se usa de caracteres que son diferentes de los presentes en los textos que han llegado hasta nosotros a través de publicaciones consecutivas de este texto. En los casos en que las diferentes versiones del texto con caracteres tienen significados distintos en el mismo punto en el texto, el nuevo texto a veces nos da evidencias adicionales.
Suponiendo que contemos con dos de los textos y uno dijera "ella floreó la mesa" (She flowered the table) y el otro dijera "ella harinó la mesa" (She floured the table) ¿deberíamos interpretar que ella habría esparcido las flores o harina sobre la mesa? en un texto de seda diría "ella espolvoreó la mesa" o bien "ella floreció la mesa" así los estudiosos de éste texto tendría fundamentos para una opinión propia desde una perspectiva cercana a la historia del libreo sobre lo que la frase realmente significa. 

## Tao Te Ching
Algunos de los científicos consideran que los textos de seda del Tao Te Ching son el libro real y que los textos que han sido descubiertos generación tras generación están equivocados cuando no concuerdan con las dos versiones iniciales. Otros señalan que los textos de seda no son particularmente buenos ya que para ser interpretados adecuadamente se requeriría acceso a los textos iniciales para afinar la pronunciación y objetivo de los caracteres. También señalan que Wang Bi, y otros escribas que tradujeron los textos que se habían desarrollado por sus antecesores y llegado a ellos por tradición fueron confrontados con versiones antiguas del Tao Te Ching y así fueron corregidos diversos errores semánticos en ellos.
La mayoría de las veces debido a que el texto es claro y conciso no es mayor problema la interpretación de los símbolos y su significado, sin embargo cuando dos versiones parecen presentar diferencias sustanciales, incluyendo una tercera versión es mucho más simple llegara a un consenso respecto al significado intencionado para la frase.
En años recientes se han realizado nuevas traducciones del Tao Te Ching que están basados en los textos de seda e ignoran casi o completamente los textos posteriores. esto incluye los trabajos de D. C. Lau y de Robert G. Henricks. la traducción de Henricks compara los textos encontrados en la tumba con aquellos recibidos a posteriori.

## Edición en castellano
- Lao Tse (2006). «El Lao zi de Mawangdui». Tao Te Ching. Los libros del Tao. Edición y traducción del chino de Iñaki Preciado Idoeta (Tercera edición). Madrid: Editorial Trotta. pp. 217-379. ISBN 9788481648355.

## Traducciones
- Heluo Tushu Chubanshe (1975). Boshu Laozi. Taipei: Heluo Tushu Chubanshe.
- Yen Ling-feng (1976). Mawangdui Boshu Laozi Shitan. Taipei.
- D. C. Lau (1982). Tao te ching. Hong Kong: The Chinese University Press. ISBN 962-201-252-3.
- Robert G. Henricks (1989). Lao-tzu : Te-tao ching. New York: Ballantine Books. ISBN 0-345-34790-0.
- Edward L. Shaughnessy (1997). I Ching = The classic of changes, the first English translation of the newly discovered Mawangdui texts of I Ching. New York: Ballantine Books. ISBN 0-345-36243-8.

- Datos: Q6794358